# 彩榧螺
彩榧螺（学名：Oliva ispidula），是新腹足目榧螺科榧螺属的一种。主要分布于中国大陆，常栖息在低潮线下。